# Nationalpark Cañón del Sumidero
Der Nationalpark Cañón del Sumidero (spanisch Parque nacional Cañón del Sumidero) ist ein Nationalpark im Südosten Mexikos. Das Gebiet mit einer Ausdehnung von knapp 218 km² wurde am 8. Dezember 1980 zum Nationalpark erklärt. Seine Hauptattraktion ist der vom Río Grijalva durchflossene Cañón del Sumidero mit bis zu 1000 m hohen Felswänden.

## Lage
Der Nationalpark befindet sich zwischen den Orten Tuxtla Gutiérrez, Chiapa de Corzo, Nuevo Usumacinta und San Fernando des im Südosten von Mexiko gelegenen Bundesstaates Chiapas.

## Klima
Im Gebiet des Nationalparks herrscht das ganze Jahr über ein heißes, mäßig feuchtes Klima, wobei aufgrund des Geländes und der Höhe von bis zu über 1000 m ein teilweise leicht zu beeinträchtigendes Mikroklima vorhanden ist.

## Pflanzen- und Tierwelt
Die Dschungelvegetation besteht aus niedrig- bis mittelhohem tropischem Laubwald, in dem insbesondere Arten von Ceiba, Zypressen, hier die Art Cupressus distica, Orchideen und die Steineiche vorkommen. Einige Arten kommen nur hier vor, wie beispielsweise die Agave grijalvensis aus der Gattung der Agaven. 
Ein Ziel des Nationalparks ist der Schutz der hier ansässigen und zum Teil vom Aussterben bedrohten Tierarten. Dazu gehören unter anderem das Tuberkelhokko (Crax rubra) (eine Art aus der Gattung der Hokkohühner), Reiher, Kormorane, Klammeraffen, braune und weiße Pelikane, der Weißwedelhirsch, Wildschweine und Flusskrokodile.

## Tourismus
Der Nationalpark Cañón del Sumidero ist auch in touristischer Hinsicht ein Anziehungspunkt von Chiapas. Er bietet sich an, um die Tier- und Pflanzenwelt und die einzigartigen geologischen Formationen, wie den Canyon zu erkunden. Aufgrund des Status bemüht man sich, umweltverträglichen Tourismus anzubieten. Eine Möglichkeit dazu sind Bootstouren auf dem Río Grijalva. Man kann aber auch mit dem Auto in das Gebiet fahren. Entlang der Schlucht gibt es fünf Aussichtspunkte.